# Baltimore Ravens 2011
La stagione 2011 dei Baltimore Ravens è stata la 16ª della franchigia nella National Football League. Per la prima volta dal 2006, i Ravens batterono i Pittsburgh Steelers in entrambe le sfide della stagione. Il record di 12-4 fu lo stesso della stagione precedente ma questa volta fu sufficiente per vincere la division per la terza volta nella loro storia e conquistare i playoff per la quarta stagione consecutiva. Il linebacker Terrell Suggs fu premiato come difensore dell'anno.

## Scelte nel Draft 2011
| Giro | Scelta | Giocatore      | Ruolo | College           |
| ---- | ------ | -------------- | ----- | ----------------- |
| 1    | 27     | Jimmy Smith    | CB    | Colorado          |
| 2    | 58     | Torrey Smith   | WR    | Maryland          |
| 3    | 85     | Jah Reid       | OT    | UCF               |
| 4    | 123    | Tandon Doss    | WR    | Indiana           |
| 5    | 164    | Chykie Brown   | CB    | Texas             |
| 5    | 165    | Pernell McPhee | DE    | Mississippi State |
| 6    | 180    | Tyrod Taylor   | QB    | Virginia Tech     |
| 7    | 225    | Anthony Allen  | HB    | Georgia Tech      |

## Roster
| Roster dei Baltimore Ravens nella stagione 2011 |
| --- |
| Quarterback - 5 Joe Flacco - 2 Tyrod Taylor Running Back - 35 Anthony Allen - 44 Vonta Leach FB - 27 Ray Rice - 34 Ricky Williams Wide Receiver - 81 Anquan Boldin - 17 Tandon Doss - 83 Lee Evans - 82 Torrey Smith - 15 LaQuan Williams Tight End - 84 Ed Dickson - 88 Dennis Pitta - 87 Kris Wilson Offensive Linemen - 77 Matt Birk C - 67 Justin Boren G/C - 66 Ben Grubbs G - 65 Andre Gurode G/C - 71 D.J. Jones T - 78 Bryant McKinnie T - 74 Michael Oher T - 76 Jah Reid T - 73 Marshal Yanda G Defensive Linemen - 62 Terrence Cody DT - 97 Arthur Jones DT - 91 Brandon McKinney DT - 90 Pernell McPhee DE - 92 Haloti Ngata NT - 93 Cody Redding DT Linebacker - 51 Brendon Ayanbadejo ILB - 59 Dannell Ellerbe ILB - 95 Jarret Johnson OLB - 56 Edgar Jones OLB/DE - 94 Sergio Kindle OLB/DE - 99 Paul Kruger LB/DE - 52 Ray Lewis ILB - 53 Jameel McClain LB - 50 Albert McClellan OLB/DE - 55 Terrell Suggs OLB Defensive Back - 23 Chykie Brown CB - 25 Chris Carr CB - 37 Emanuel Cook SS - 36 Danny Gorrer DB - 43 Haruki Nakamura FS - 31 Bernard Pollard SS - 20 Ed Reed FS - 22 Jimmy Smith CB - 21 Lardarius Webb CB - 29 Cary Williams CB - 28 Tom Zbikowski SS/KR Special Team - 46 Morgan Cox LS - 7 Billy Cundiff K - 4 Sam Koch P Lista delle riserve - 24 Domonique Foxworth CB (IR) - 70 Ramon Harewood T (IR) - 32 Matt Lawrence RB (IR) - 58 Michael McAdoo DE (IR) - 16 David Reed WR (IR) - 47 Chavis Williams OLB (IR) Squadra di allenamento - 30 Damien Berry RB - 10 Rodney Bradley WR (Practice squad/Injured) - 49 Josh Bynes ILB - 80 Davon Drew TE - 68 Bryan Hall DT - 18 Phillip Livas WR - 60 Cecil Newton G/C - 63 Kenny Wiggins T - 14 Patrick Williams WR 53 attivi, 6 inattivi, 9 nella squadra di allenamento |
| Legenda - I rookie sono in corsivo. - Il primo ruolo è il principale mentre gli eventuali successivi indicano i ruoli secondari. - (IR) sta per Injured Reserve ed indica la lista ristretta per un solo giocatore infortunato che può tornare ad allenarsi dopo la settimana 6 e a rientrare in prima squadra dopo che questa ha giocato 8 partite. - (NF-Inj.) / (NF-Ill.) stanno rispettivamente per Non-Football Injured e Non-Football Illness ed indicano le liste dove viene inserito un giocatore che ha un infortunio o una malattia non dipendente dal football americano. - (PUP) sta per Physically Unable to Perform ed indica la lista dove viene inserito un giocatore mentre è in attesa di recuperare la condizione fisica. Nella stagione regolare dopo la sesta partita giocata dalla propria squadra, il giocatore ha tempo tre settimane per riprendere ad allenarsi, più tre settimane aggiuntive dal suo rientro agli allenamenti per rientrare in prima squadra. |

## Calendario

### Stagione regolare

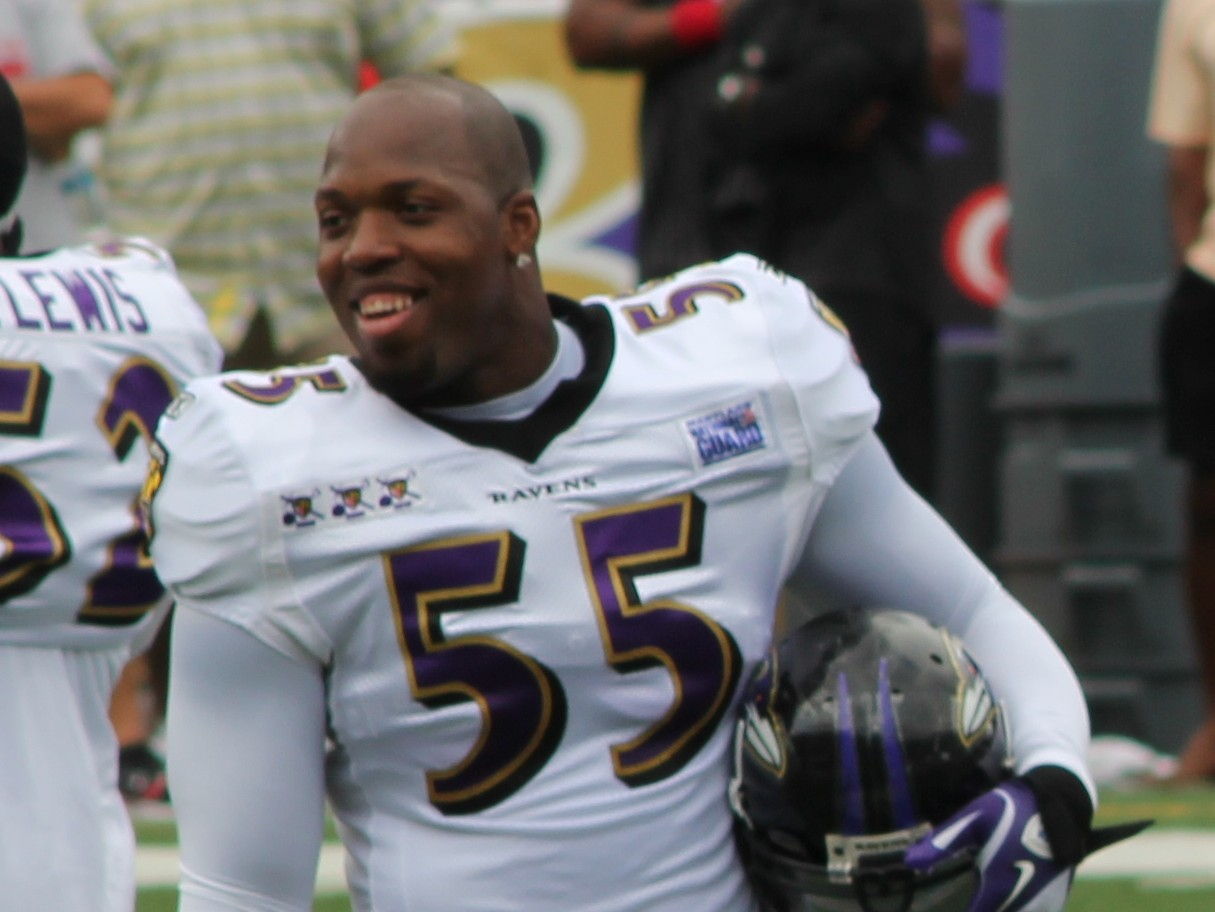
Terrell Suggs nel training camp 2011

| Turno | Data               | Ora (ET)           | Avversario              | Risultati          | Risultati          | Stadio                   | TV                 | NFL.com recap      |
| Turno | Data               | Ora (ET)           | Avversario              | Punteggio          | Record             | Stadio                   | TV                 | NFL.com recap      |
| ----- | ------------------ | ------------------ | ----------------------- | ------------------ | ------------------ | ------------------------ | ------------------ | ------------------ |
| 1     | 11/9               | 1:05 p.m.          | Pittsburgh Steelers     | W 35–7             | 1–0                | M&T Bank Stadium         | CBS                | Recap              |
| 2     | 18/9               | 1:00 p.m.          | at Tennessee Titans     | S 13–26            | 1–1                | LP Field                 | CBS                | Recap              |
| 3     | 25/9               | 4:05 p.m.          | at St. Louis Rams       | V 37–7             | 2–1                | Edward Jones Dome        | CBS                | Recap              |
| 4     | 2/10               | 8:20 p.m.          | New York Jets           | V 34–17            | 3–1                | M&T Bank Stadium         | NBC                | Recap              |
| 5     | Settimana di pausa | Settimana di pausa | Settimana di pausa      | Settimana di pausa | Settimana di pausa | Settimana di pausa       | Settimana di pausa | Settimana di pausa |
| 6     | 16/10              | 4:05 p.m.          | Houston Texans          | V 29–14            | 4–1                | M&T Bank Stadium         | CBS                | Recap              |
| 7     | 24/10              | 8:20 p.m.          | at Jacksonville Jaguars | S 7–12             | 4–2                | EverBank Field           | ESPN               | Recap              |
| 8     | 30/10              | 1:00 p.m.          | Arizona Cardinals       | V 30–27            | 5–2                | M&T Bank Stadium         | Fox                | Recap              |
| 9     | 6/11               | 8:20 p.m.          | at Pittsburgh Steelers  | V 23–20            | 6–2                | Heinz Field              | NBC                | Recap              |
| 10    | 13/11              | 4:05 p.m.          | at Seattle Seahawks     | S 17–22            | 6–3                | CenturyLink Field        | CBS                | Recap              |
| 11    | 20/11              | 1:00 p.m.          | Cincinnati Bengals      | V 31–24            | 7–3                | M&T Bank Stadium         | CBS                | Recap              |
| 12    | 24/11              | 8:20 p.m.          | San Francisco 49ers     | V 16–6             | 8–3                | M&T Bank Stadium         | NFLN               | Recap              |
| 13    | 4/12               | 4:05 p.m.          | at Cleveland Browns     | V 24–10            | 9–3                | Cleveland Browns Stadium | CBS                | Recap              |
| 14    | 11/12              | 1:00 p.m.          | Indianapolis Colts      | V 24–10            | 10–3               | M&T Bank Stadium         | CBS                | Recap              |
| 15    | 18/12              | 8:20 p.m.          | at San Diego Chargers   | S 14–34            | 10–4               | Qualcomm Stadium         | NBC                | Recap              |
| 16    | 24/12              | 1:00 p.m.          | Cleveland Browns        | V 20–14            | 11–4               | M&T Bank Stadium         | CBS                | Recap              |
| 17    | 1/1                | 4:15 p.m.          | at Cincinnati Bengals   | V 24–16            | 12–4               | Paul Brown Stadium       | CBS                | Recap              |

LEGENDA
Gli avversari della propria division sono in grassetto.

### Playoff
| Turno            | Data                                      | Ora (ET)                                  | Avversario (seed)                         | Risultato                                 | Risultato                                 | Stadio                                    | TV                                        | NFL.com recap                             |
| Turno            | Data                                      | Ora (ET)                                  | Avversario (seed)                         | Punteggio                                 | Record                                    | Stadio                                    | TV                                        | NFL.com recap                             |
| ---------------- | ----------------------------------------- | ----------------------------------------- | ----------------------------------------- | ----------------------------------------- | ----------------------------------------- | ----------------------------------------- | ----------------------------------------- | ----------------------------------------- |
| Wild Card        | Qualificati direttamente al secondo turno | Qualificati direttamente al secondo turno | Qualificati direttamente al secondo turno | Qualificati direttamente al secondo turno | Qualificati direttamente al secondo turno | Qualificati direttamente al secondo turno | Qualificati direttamente al secondo turno | Qualificati direttamente al secondo turno |
| Divisional       | 15/1                                      | 1:00 p.m.                                 | Houston Texans (3)                        | V 20–13                                   | 13-4                                      | M&T Bank Stadium                          | CBS                                       | Recap                                     |
| AFC Championship | 22/11                                     | 3:00 p.m.                                 | at New England Patriots (1)               | S 20–23                                   | 13-5                                      | Gillette Stadium                          | CBS                                       | Recap                                     |

## Premi
- Terrell Suggs:

miglior difensore dell'anno della NFL